# アンドレアス・スティエルネン
アンドレアス・スティエルネン（Andreas Stjernen、1988年7月30日 - ）は、ノルウェーのスキージャンプ選手である。2018年平昌オリンピック団体金メダリスト、スキーフライング世界選手権団体金メダリスト。父は元スキージャンパーのホロアル・スティエルネン。

## 経歴
コンチネンタルカップのデビューは2005年のブロターオーデ大会で、2日とも49位でポイントを獲得できなかった。2006年の最終戦・ビショフスホーヘン大会で28位に入りポイントを獲得。ジュニア世界選手権には2005年から2007年まで連続して出場した。
ワールドカップには2008/09シーズンのヴィケルスン大会に国内枠で初出場したが、予選で敗退した。2009/10シーズンはリレハンメル大会で19位に入りポイントを獲得した。2012/13シーズンのオーベルストドルフ大会で2位となり初表彰台を獲得した。世界選手権ヴァル・ディ・フィエンメ大会に初出場し、個人2戦と団体戦に出場した。
2013/14シーズンおよび2014/15シーズンはやや不調で、ワールドカップ総合成績はそれぞれ43位、36位であった。
2015/16シーズンはワールドカップリレハンメル大会およびヴィケルスン大会で3位など、総合12位となった。
2016/17シーズンはワールドカップトロンハイム大会で2位に入るなどし、前年と同じく総合12位となった。世界選手権ラハティ大会は個人ノーマルヒル17位、個人ラージヒル4位、混合団体5位、男子団体で銀メダルのメンバーとなった。
2017/18シーズンはワールドカップバート・ミッテルンドルフ大会で初優勝、ヴィケルスン大会で2位に入り、総合では競技生活最高の8位となった。2018年平昌オリンピックでは、個人ノーマルヒルで15位、個人ラージヒル8位、団体金メダルのメンバーとなった。フライング世界選手権オーベルストドルフ大会に初出場し、個人5位、団体金メダルのメンバーとなった。
2018/19シーズンはワールドカップスキージャンプ週間のインスブルック大会で3位に入った。世界選手権ゼーフェルト大会は、個人ノーマルヒル25位、個人ラージヒル3位、団体ラージヒル5位であった。Raw Air後に引退することを発表し、トロンハイム大会の2位をもって競技生活を終えた。

## 主な競技成績

### 冬季オリンピック
- 2018平昌オリンピック（ 韓国）
  - 個人ノーマルヒル 15位
  - 個人ラージヒル 8位
  - 団体ラージヒル 1位

### 世界選手権
- 2013年ヴァル・ディ・フィエンメ大会 ( イタリア)
  - 個人ノーマルヒル 13位
  - 個人ラージヒル 18位
  - 男子団体ラージヒル 4位
- 2017年ラハティ大会 ( フィンランド)
  - 個人ノーマルヒル 17位
  - 個人ラージヒル 4位
  - 混合団体ノーマルヒル 5位
  - 男子団体ラージヒル 2位
- 2019年ゼーフェルト大会 ( オーストリア)
  - 個人ノーマルヒル 25位
  - 個人ラージヒル 29位
  - 混合団体ノーマルヒル 3位
  - 男子団体ラージヒル 5位

### フライング世界選手権
- 2018年オーベルストドルフ大会( ドイツ)
  - 個人 5位
  - 団体 1位

### ジュニア世界選手権
- 2005年ロヴァニエミ大会（ フィンランド）
  - 男子団体 6位
- 2006年クラーニ大会（ スロベニア）
  - 男子個人 19位
  - 男子団体 5位
- 2007年タルヴィジオ大会（ イタリア）
  - 男子個人 44位
  - 男子団体 5位

### ワールドカップ
- 通算 1位1回、2位4回、3位3回（2018/19シーズンまで）

| シーズン | 順位 | ポイント       |
| -------- | ---- | -------------- |
| 2008/09  | .    | （予選不通過） |
| 2009/10  | 46.  | 36             |
| 2010/11  | 48.  | 56             |
| 2011/12  | 37.  | 92             |
| 2012/13  | 19.  | 418            |
| 2013/14  | 43.  | 103            |
| 2014/15  | 36.  | 134            |
| 2015/16  | 12.  | 607            |
| 2016/17  | 12.  | 591            |
| 2017/18  | 8.   | 665            |
| 2018/19  | 19.  | 335            |